# Carmen Chaplin

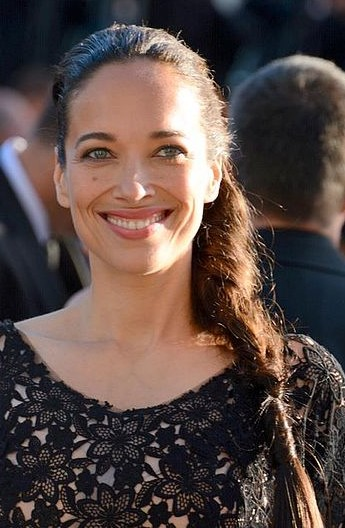
Carmen Chaplin en el Festival de Cannes de 2013.

Carmen Chaplin (Londres, 27 de julio de 1977) es una actriz británica y francesa, hija de Michael Chaplin y por lo tanto nieta del actor, director y productor Charles Chaplin, sobrina de la actriz Geraldine Chaplin y bisnieta del dramaturgo Eugene O'Neill y de la escritora Agnes Boulton.
Ha trabajado en el cine bajo la dirección de André Téchiné, Stéphane Giusti y Sydney Pollack, entre otros.
Debutó como directora en el cine con el documental sobre el origen romaní de su abuelo, "Chaplin: espíritu gitano" en 2024, escrito junto a Ashim Bhalla, Isaki Lacuesta y Amaya Remírez. La película contiene recuerdos, películas caseras y reflexiones especiales de algunos artistas y de sus familiares, sobre todo, de Michael J. Chaplin, segundo hijo de Charles y Oona O'Neill.

## Filmografía parcial
- Ma saison préférée (1993) como Khadija.
- Highlander: la serie (TV) (1995) como Maria Campalo.
- Sabrina'" (1995) como la amiga de Paris.
- ¿Entiendes? (1999) como Lili.
- All About the Benjamins (2002) como Ursula.
- Day on fire (2006) como Najia.